# Idron
Idron es una comuna francesa de la región de Aquitania en el departamento de Pirineos Atlánticos.

## Historia
El topónimo Idron fue mencionado por primera vez en el siglo XI con el nombre de Idronium.
En 1972, formó una única comuna con Lée, Ousse y Sendets. Lée se separó en 1988. Finalmente Ousse, Sendets e Idron recuperaron su estado de comunas independientes en 2000.

## Demografía
| 380                       | 348 | 343 | 380 | 426 | 453 | 462 | 506 | 486 | 502 | 469 | 494 | 497 | 495 | 504 | 532 | 515 | 516 | 523 | 523 | 518 | 465 | 482 | 531 | 566 | 695 | 1 186 | 828 | 1 013 | 2 646 | 3 329 | 3 888 | 5 154 | 3 665 | 3 733 |
| (Fuente: Cassini e INSEE) |     |     |     |     |     |     |     |     |     |     |     |     |     |     |     |     |     |     |     |     |     |     |     |     |     |       |     |       |       |       |       |       |       |       |

## Hermanamientos
- Alfajarín, España